# Uncarina perrieri
Uncarina perrieri är en sesamväxtart som beskrevs av Jean-Henri Humbert. Uncarina perrieri ingår i släktet Uncarina och familjen sesamväxter. Inga underarter finns listade i Catalogue of Life.

## Bildgalleri

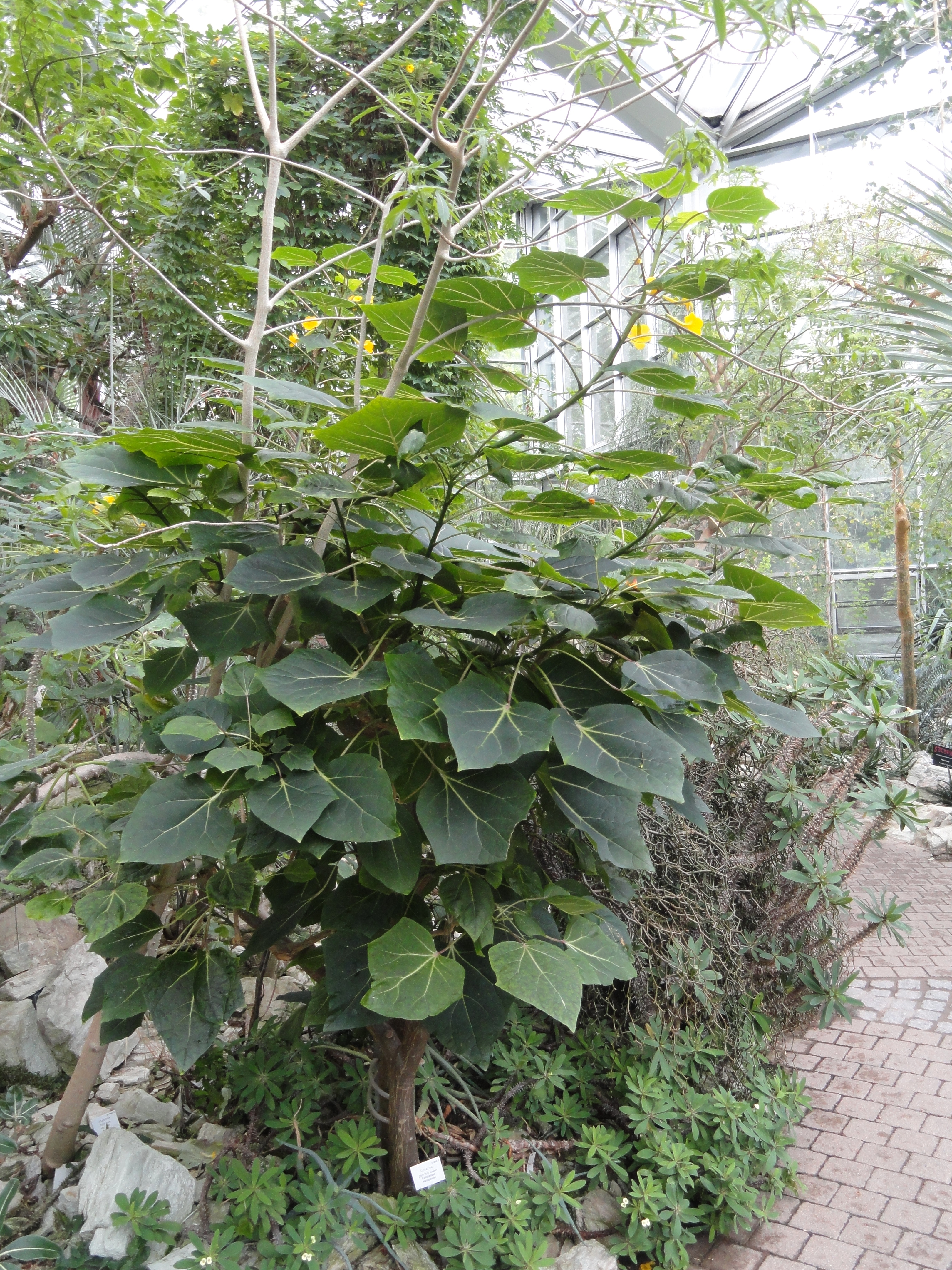
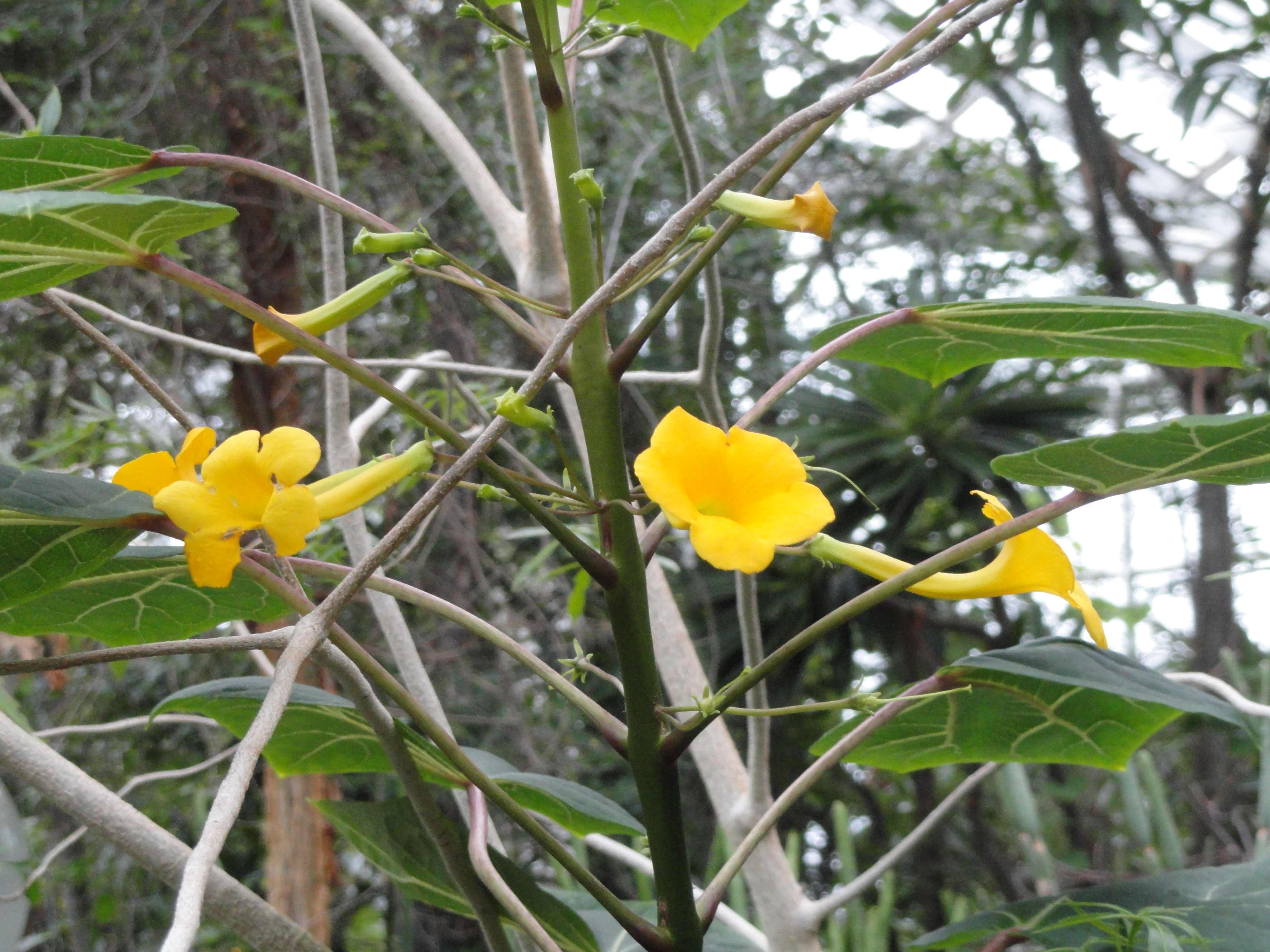